# Gouvernement Alemán Valdés
Cet article présente la composition du gouvernement mexicain sous le président Miguel Alemán Valdés, il est l'ensemble des secrétaires du gouvernement républicain du Mexique. Il est ici présenté dans l'ordre protocolaire. Actuellement les membres du gouvernement exécutif du Mexique ne prennent pas le titre de ministre mais celui de secrétaire.

## Liste des secrétaires
| - Secrétaire du Gouvernement du Mexique - (1946 - 1948): Héctor Martínez - (1948 - 1948): Ernesto P. Uruchurtu - (1948 - 1951): Adolfo Ruíz Cortines - (1951 - 1952): Ernesto P. Uruchurtu - Secrétaire des Relations Extérieures du Mexique - (1946 - 1948): Jaime Torres Bodet - (1948 - 1952): Manuel Tello - Secrétaire de la Défense Nationale du Mexique - (1946 - 1952): Gilberto R. Limón - Secrétaire de la Marine du Mexique - (1946 - 1948): Luis F. Schaulfelberger - (1948 - 1949): David Coello - (1949 - 1952): Alberto J. Pawling - Secrétaire des Finances et du Crédit Public du Mexique - (1946 - 1952): Ramón Beteta Q. - Secrétaire des Biens Nationaux du Mexique - (1947 - 1949): Alfonso Caso - (1949 - 1951): Hugo Rangel Couto - (1951 - 1952): Ángel Carvajal - Secrétaire de l'Économie du Mexique - (1946 - 1952): Manuel Gual Vital - Secrétaire de l'Agriculture et du Bétail du Mexique - (1946 - 1952): Nazario Ortíz Garza - Secrétaire des Ressources Hydrauliques du Mexique - (1946 - 1952): Adolfo Orive de Alba | - Secrétaire de l'Éducation Publique du Mexique - (1946 - 1952): Manuel Gual Vidal - Secrétaire des Communications et des Œuvres Publiques du Mexique - (1946 - 1952): Agustín Garcia López - Secrétaire de la Salubrité et de l'Assistance du Mexique - (1946 - 1952): Rafael Pascasio Gamboa - Secrétaire du Travail et de la Prévision Sociale du Mexique - (1946 - 1948): Andrés Serra Rojas - (1948 - 1952): Manuel Ramírez Vázquez - Département du District Fédéral du Mexique - (1946 - 1952): Fernando Casas Alemán - Procureur général de la République du Mexique - (1946 - 1952): Francisco González de la Vega |